# 177
Римська імперія •  Парфянське царство •  Кушанське царство •  Східна Хань •  Сармати

## Геополітична ситуація
У Римській імперії почалося сумісне правління Марка Аврелія (до 180) та його сина Коммода (до 192). Імперія  займає Апеннінський, Піренейський та Балканський півострови, Галлію, частину Британії, Близький Схід, Північну Африку включно з Єгиптом. В імперії лютує чума Антоніна. Пограничні області перебувають під натиском германців.
Наймогутніша держава центральної Азії — Парфянське царство, Індостану — Кушанське царство. Династія Хань править у Китаї.  Корейський півострів ділять між собою Три корейські держави. 
Триває докласичний період цивілізації мая.
На території майбутньої України, в степах Причорномор'я, кочують сармати, північніше — племена Черняхівської культури. В районі Карпат мешкали племена липицької культури.

## Події
- Консулами у Римі були Коммод та Марк Педуцей Плавцій Квінтілл.
- Коммод став співправителем Римської імперії разом зі своїм батьком Марком Аврелієм.
- Почалася друга маркоманська війна.
- У Лугдунумі, Галлія, відбулися перші масові переслідування християн, яких звинувачували в канібалізмі й інцесті.

## Померли
- Ірод Аттичний — давньогрецький ритор.